# Giro della Città Metropolitana di Reggio Calabria 2023
Il Giro della Città Metropolitana di Reggio Calabria 2023, sessantaseiesima edizione della corsa, valida come prova dell'UCI Europe Tour 2023 categoria 1.1, si svolse il 16 aprile 2023 su un percorso di 162,4 km con partenza da Riace Marina e arrivo a Reggio Calabria, in Italia. La vittoria fu appannaggio del colombiano Jhonatan Restrepo, il quale completò il percorso in 3h47'30", alla media di 42,831 km/h, precedendo l'argentino Germán Nicolás Tivani e l'italiano Mirco Maestri.
Sul traguardo di Reggio Calabria 74 ciclisti, su 102 partiti da Riace Marina, portarono a termine la competizione.

## Squadre e corridori partecipanti
| N.    | Cod. | Squadra                           |
| ----- | ---- | --------------------------------- |
| 1-7   | ITA  | Italia                            |
| 11-17 | MGK  | MG.K Vis Colors for Peace         |
| 21-27 | TER  | Team Technipes #inEmiliaRomagna   |
| 31-37 | SDA  | Sofer-Savini Due-OMZ              |
| 41-47 | GBF  | Green Project-BardianiCSF-Faizanè |
| 51-57 | TNN  | Team Novo Nordisk                 |
| 61-67 | JAY  | Team Jayco AlUla                  |
| 71-77 | BTC  | Beltrami TSA Tre Colli            |

| N.      | Cod. | Squadra                            |
| ------- | ---- | ---------------------------------- |
| 81-87   | HPM  | Human Powered Health               |
| 91-97   | EOK  | Eolo-Kometa Cycling Team           |
| 101-107 | AZT  | D'Amico UM Tools                   |
| 111-117 | IWD  | Work Service-Vitalcare-Dynatek     |
| 121-127 | GEF  | General Store-Essegibi-F.lli Curia |
| 131-137 | COR  | Team Corratec                      |
| 141-147 | GSS  | GW Shimano-Sidermec                |

## Ordine d'arrivo (Top 10)
| Pos. | Corridore           | Squadra     | Tempo    |
| ---- | ------------------- | ----------- | -------- |
| 1    | Jhonatan Restrepo   | GW Shimano  | 3h47'30" |
| 2    | Germán Tivani       | Corratec    | s.t.     |
| 3    | Mirco Maestri       | Eolo        | s.t.     |
| 4    | Felix Engelhardt    | Jayco       | s.t.     |
| 5    | Bart Lemmen         | Human       | s.t.     |
| 6    | Filippo Magli       | Gr. Project | s.t.     |
| 7    | Dario Igor Belletta | Italia      | s.t.     |
| 8    | Davide Gabburo      | Gr. Project | s.t.     |
| 9    | Valerio Conti       | Corratec    | s.t.     |
| 10   | Alessandro Tonelli  | Gr. Project | s.t.     |